# Tarot
Talia tarota, tarot - specjalna talia kart do gry licząca 78 kart składająca się z: 
1) Czterech kolorów złożonych z króla, damy, rycerza, waleta i blotek od 1 do 10.
2) Dodatkowego, permanentnego koloru atutowego złożonego z kart ponumerowanych od 1 do 21.
3) Specjalnej karty głupca lub excuse przedstawiającej często postać podobną do jokera.
W ezoteryce kartom tarota przypisuje się alegoryczne, mistyczne znaczenie i wykorzystuje do wróżenia i medytacji. Karty atutowe są w niej interpretowane jako Wielkie Arkana. Karty w kolorach nieatutowych jako Małe Arkana. Kartę głupca zalicza się do tych pierwszych.  
Talia tarota powstała w Północnych Włoszech ok. 1425 roku i była początkowo używana wyłącznie do gry w karty. W XVIII w. tarot zaczął być wykorzystywany do wróżenia, jednakże nigdy nie wyszedł z użycia przy grze w karty. Talie tarota do gry i do wróżenia rozwijały się odtąd równolegle do siebie. Współcześnie talia tarota jest wykorzystywana zarówno do wróżenia i medytacji jak i gry.        
Gra wykorzystująca talię tarota jest najprawdopodobniej ojcem idei koloru atutowego. Wszystkie współczesne gry karciane wykorzystujące tę mechanikę, takie jak brydż, skat czy tysiąc są dalekimi potomkami tarota. Tarot pozostaje w wielu krajach jedną z najpopularniejszych gier karcianych.   

## Nazwa
Tarot, często zapisywany tarau we wczesnych źródłach to francuski odpowiednik włoskiej nazwy tarocco (w liczbie mnogiej tarocchi). Niemieckim odpowiednikiem jest tarock. Nazwa tarocco nie funkcjonowała we Włoszech do XVI w. W XV-wiecznych Włoszech gra była znana jako trionfi, a talia tarota jako carte da trionfi (karty z atutami). Istnieje możliwość, że włoskie tarocco pochodzi od francuskiego tarot lub tarau, a nie odwrotnie. W języku polskim funkcjonuje zarówno tarot jak i tarok w znaczeniu i gry i talii kart i wróżenia z niej.

## Historia
Talia tarota powstała ok. 1425 roku w północnych Włoszech poprzez dodanie do talii włoskiej dam, specjalnego, piątego koloru kart, który zaczął pełnić rolę permanentnego koloru atutowego oraz dodatkowej, specjalnej karty, tzw. karty głupca o odrębnej mechanice. Było to bardzo dużą innowacją, gdyż kolor atutowy wcześniej nie istniał w grach karcianych. Gra funkcjonowała we Włoszech w XV w. pod nazwą trionfi, a talia - pod nazwą carte da trionfi. Najwcześniejsza udokumentowana wzmianka pochodzi z dworu w Ferrarze z 1442 roku. Najstarsza zachowana talia została wykonana dla dworu w Mediolanie przypuszczalnie w 1441. Do końca wieku tarot był znany w całych północnych Włoszech od Rzymu na północ. 
Najbardziej znane XV-wieczne talie tarota:
- Tarot Viscontich-Sforzów – talie wykonane na życzenie Filippo Marii Viscontiego i Franciszka I Sforzy, w tym m.in.:
  - Talia Viscontich Cary-Yale zwana też Visconti di Modrone – znajduje się w zbiorach biblioteki Uniwersytetu Yale (w New Haven). Zawiera ona oprócz zwyczajowych kart figuralnych (króla, królowej, rycerza i giermka) wizerunki dam dworu[a], towarzyszących rycerzom i giermkom – dało to w sumie 86[3] kart, z czego 19[3] zaginęło. Wśród atutów znalazły się też karty z trzema cnotami teologalnymi: Wiara, Nadzieja i Miłość.
  - Talia Viscontich-Sforzów Pierpont Morgan-Bergamo, zwana też Colleoni-Baglioni – znajduje się w zbiorach Morgan Library & Museum w Nowym Jorku.
  - Talia Viscontich Brera-Brambilla – znajduje się w zbiorach Pinakoteki Brera w Mediolanie.
- Tarocchi di Mantegna (tarot Mantegny), składający się z pięciu serii po 10 kart każda, łącznie z 50 kart. Talia ta nazwę swą zawdzięcza nazwisku Andrei Mantegny – włoskiego miniaturzysty, któremu pierwotnie przypisywano jej autorstwo.
- Minchiate, talia 97 kart, w tym standardowe 78 kart plus dwanaście kart odpowiadających znakom zodiaku, cztery karty dla żywiołów i trzy karty oznaczające trzy cnoty teologalne[4].

W XVI w. talia tarota dotarła do Francji i Szwajcarii. Duża liczba źródeł z Włoch z XV w., a także ze wszystkich trzech krajów z XVI i XVII w. potwierdza, że talia tarota była używana do specjalnego rodzaju gry w karty. Żadne źródło z tego okresu nie wiąże jej z żadnym okultystycznym zastosowaniem. Jedna wzmianka wspomina ich użycie przy odczytywaniu charakterów ludzi.
W XVII wieku uległa ustaleniu liczba kart w talii: 21 atutów, 56 kart w pozostałych kolorach plus karta głupca. 
Jedną z najbardziej popularnych talii jest tak zwany tarot marsylski (fr. Tarot de Marseille). Uznaje się, że powstał on w latach 1643–1664. Z tarota marsylskiego wywodzi się większość późniejszych talii tarotów. Jego twórcą był paryski producent kart do gry, Jacques Viéville. Tarot marsylski znany nam współcześnie, różni się od oryginalnego tarota Viéville’a ilustracjami niektórych Arkanów Wielkich.
Najwcześniej w XVIII w. użycie tarota do wróżenia upowszechniło się we Francji i w Bolonii. Użycie tarota w celach okultystycznych pochodzi z Francji, zostało opisane po raz pierwszy w 1781 roku i przez kolejne 100 lat rozwijało się tylko w tym kraju. Z Francji okultystyczne zastosowanie tarota trafiło do Anglii, a w XX w. także do Niemiec, Stanów Zjednoczonych i do innych krajów. W 1910 roku zostaje wydana pierwsza czysto okultystyczna talia tarota - Talia Waite'a - opracowana przez Arthura Waite'a i namalowana przez Pamelę Colman-Smith. W 1944 Aleister Crowley wydaje pierwsze wyczerpujące ezoteryczne opracowanie talii tarota - The Book of Thoth. 
Około 1740 roku do talii tarota wprowadzono kolory z talii francuskiej: trefle, piki, kiery i kara w miejsce tradycyjnych kijów, mieczy, pucharów i monet z kart włoskich. Mniej więcej w tym samym czasie tradycyjne przedstawienia na kartach atutowych zostały porzucone na rzecz zwierząt i scen życia codziennego. Odtąd atuty zaczęły być identyfikowane wyłącznie po liczbach rzymskich lub arabskich. Nowa forma tarota kojarzona z Niemcami do 1800 roku wyparła tradycyjną formę tarota wszędzie poza Francją, Szwajcarią i Włochami. Ok 1900 roku zaadaptowali ją gracze francuscy, co spowodowało, że tradycyjna talia pozostała w użytku tylko we Włoszech i we włosko- oraz niemieckojęzycznych fragmentach Szwajcarii.
Funkcjonowanie gry we Włoszech w XV w. pod nazwą trionfi, a także ang. nazwa trump świadczy o tym, że idea atutów w grach karcianych wywodzi się najprawdopodobniej z tarota.

## Opis i użycie do gry w karty

### Opis
Talia tarota składa się w pełnej wersji z:
1) Czterech kolorów złożonych z króla, damy, rycerza, waleta i blotek ponumerowanych od 1 do 10.
2) Dodatkowego koloru atutowego złożonego z kart ponumerowanych od 1 do 21, przy czym najmłodszym atutem jest 1, a najstarszym 21.
3) Specjalnej karty głupca lub excuse przedstawiającej często postać podobną do jokera.
Łącznie daje to 78 kart. 
Talia tarota występuje w wielu odmianach różniących się liczbą i wyglądem kart. We Włoszech kolorami nieatutowymi są kije/maczugi, miecze, kielichy i monety. We Francji i Europie Środkowej: piki, trefle, kara i kiery. Karty atutowe są ozdobione rozmaitymi ilustracjami. Klasycznie przedstawiały ilustracje takie jak papież, miłość, diabeł, gwiazda, świat i anioł (lub sąd ostateczny) itp. Z czasem klasyczne ilustracje zostały zastąpione wizerunkami zwierząt i scenami z życia codziennego. Współcześnie karty atutowe przedstawiają zwykle sceny z życia codziennego.

### Użycie do gry w karty

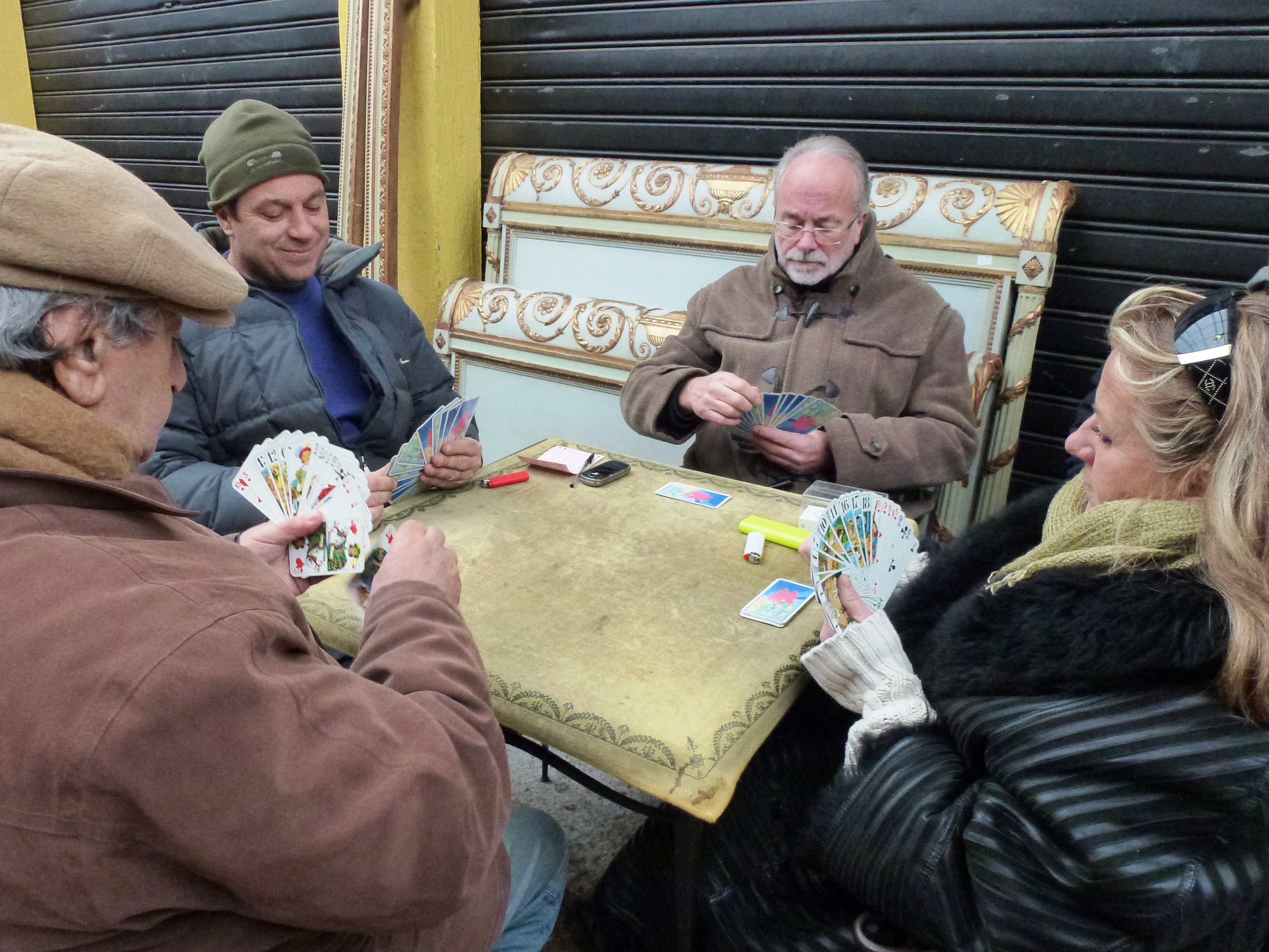
Gracze podczas gry w tarota francuskiego

Talia tarota jest wykorzystywana do gry w tarota polegającej na braniu lew i zbieraniu punktów za karty. Gra występuje w bardzo wielu wariantach, jednakże ich cechami wspólnymi są
1) występowanie 21 permanentnych atutów i dodatkowej karty głupca oraz
2) obowiązek dokładania atuta, gdy nie można dołożyć do koloru.
Poza tym zasady są dosyć typowe dla gier typu wistowego, a rozgrywka przypomina brydżową czy pikową.
Klasyczne starszeństwo kart w kijach i mieczach (treflach i pikach) jest następujące (od najstarszej):
król, dama, rycerz, walet, 10, 9,...,2,1,
natomiast w pucharach i monetach (kierach i karach) jest następujące (od najstarszej): 
król, dama, rycerz, walet, 1, 2,...,9,10.
To szczególne starszeństwo kart występuje we wszystkich odmianach gry w tarota za wyjątkiem odmian z Francji i Sycylii.  
Klasycznie karta głupca nie zalicza się atutów, a jej mechanika jest odmienna: może być zagrana do dowolnej lewy z pominięciem obowiązku dokładania do koloru i obowiązku dokładania atutów (stąd jej nazwa excuse), jednak nie zdobywa ona lewy. Takie użycie karty głupca występuje np. w tarocie francuskim. W grach z Europy Środkowej użycie karty głupca jest inne: to po prostu najstarszy atut.

## Talia tarota do wróżenia i medytacji

### Historia

#### XVIII wiek
W XVIII zaczęto odróżniać talie tarota do wróżenia od talii przeznaczonych do gry. Odtąd talie tarota do gry i do wróżenia rozwijały się równolegle. 
W XVIII wieku zrodziła się teoria, według której tarot miał być w rzeczywistości starożytną Księgą Thota, uratowaną z pożarów, które nawiedzały biblioteki starożytnego Egiptu. Według legend, Księga Thotha zawierała wiedzę tajemną daną człowiekowi przez boga Thotha.
Autorem teorii, twierdzącej, że to tarot jest tą księgą, był francuski pisarz, badacz amator i wolnomularz, Antoine Court de Gébelin (ur. 1719/1728, zm. 1784). Opublikował ją w tomie „Du Jeu des Tarots” swojego dzieła zatytułowanego Le monde primitif, analysé et comparé avec le monde moderne (Świat prymitywny, analiza i porównanie ze światem współczesnym, wyd. 1774-1784).
Twierdził, że nazwa tarot pochodzi od staroegipskiego słowa tar oznaczającego drogę oraz od sufiksu ro, ros lub rog oznaczającego „król” lub „królewski”. Stąd też słowo tarot miało oznaczać „królewską drogę” życia, drogę do doskonałości i mądrości. Na Arkanach Większych tarota marsylskiego miały znajdować się egipskie hieroglify opisujące właśnie wędrówkę Thotha w zaświaty. Przewodnikiem człowieka po tej drodze miała być karta Głupiec – „Przewodnik Zmarłych”. Zdaniem de Gébelina, oryginalne wizerunki arkanów uległy przez wieki przekłamaniom a ich numeracja została zmieniona.

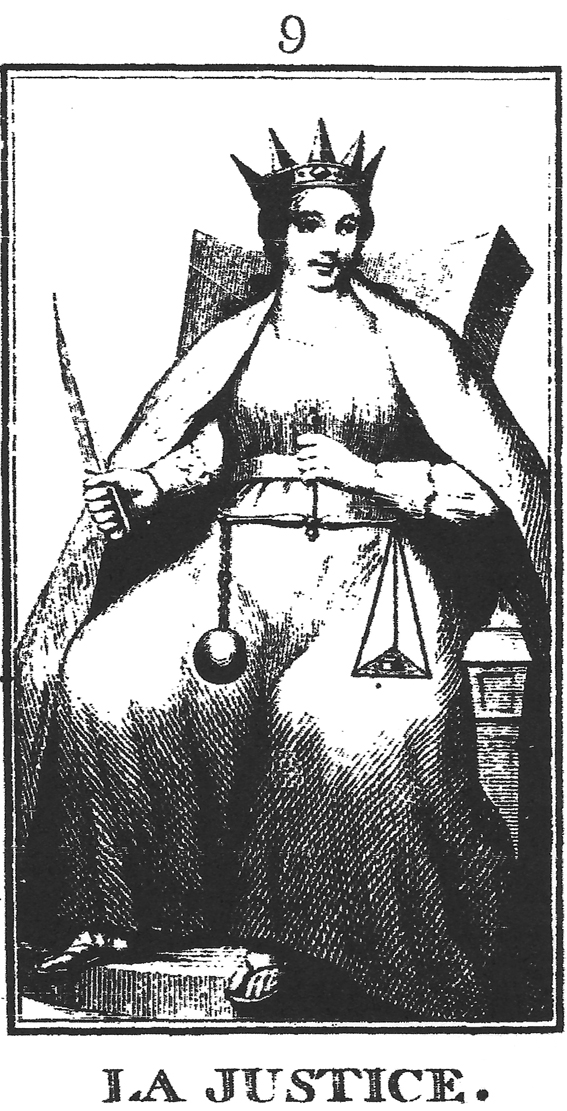
Sprawiedliwość z tarota Etteilli – rycina opublikowana w Manière de se récréer avec le jeu de cartes nommées tarots

De Gébelin nie podparł swojej teorii żadnymi naukowymi dowodami. W rzeczywistości dopiero w 1822 roku francuski naukowiec, Jean-François Champollion, zdołał odczytać egipskie pismo hieroglificzne i udowodnić, że hieroglify opierały się na zasadzie fonetyczności zapisu. Tym samym oczywista stała się nieprawdziwość teorii Gébelina.
Pomysł Gébelina wykorzystał Jean Alliette (1738-1791) – żyjący w Paryżu perukarz, fryzjer, nauczyciel algebry a wreszcie popularny na dworze królewskim kartomanta. Przybrawszy pseudonim Etteilla opublikował on w latach 1783–1785 książki, w których twierdził, że jest jedynym żyjącym człowiekiem, który wie jak wyglądały wizerunki kart Księgi Thotha. Dysponując wiedzą z zakresu numerologii, mistyki liczb, astrologii i symboliki wolnomularskiej, zaprojektował własną talię tarota (tarot Etteilli) tworzącą zupełnie nowy system ikonograficzny i magiczny. Alliette utrzymywał przy tym oczywiście, że była to talia oparta na hieroglifach staroegipskiej Księgi Thotha. Tarot Etteilli był pierwszą talią przeznaczona specjalnie do wykorzystania w sztuce wróżbiartwa. Etteilla nie pozwolił nigdy na skopiowanie tej talii – w swojej książce Les tarots ou manière de se recréer avec le jeu de cartes nommées tarots opublikował wizerunki jedynie czterech kart: Sprawiedliwości, Mocy, Umiarkowania i Roztropności (personifikacje cnót kardynalnych). Po jego śmierci w paryskich sklepach pojawiła się talia, którą uznano za tarot Etteilli. Do czasów obecnych namnożyły się jej rozmaite wersje. Oryginalnej talii tarota Etteilli nigdy nie odnaleziono i nie wiadomo jak wyglądała.
W XVIII poszukiwano również związków tarota z kabałą. Poszczególnym kartom przypisano litery alfabetu hebrajskiego.

#### XIX i XX wiek
W drugiej połowie XIX wieku w Wielkiej Brytanii powstało stowarzyszenie Hermetyczny Zakon Złotego Brzasku (Hermetic Order of the Golden Dawn), posługujące się systemem wiedzy ezoterycznej, będącej swoistą syntezą Kabały, tarota i astrologii. Częścią systemu medytacyjnego związanego z kabalistycznym Drzewem Życia była kontemplacja kart tarota, jako najwyższy, najdoskonalszy rodzaj poznania. Tarot Złotego Brzasku (Tarot Złotego Świtu) autorstwa Roberta Wanga i Israela Regardie jest jedną z bardziej znanych talii.
Najsilniejszy wpływ na dzisiejszą strukturę i interpretację tarota miała grupa francuskich i angielskich okultystów na przełomie XIX i XX wieku. Ich studia oparły się na systemie ezoterycznym kabały. Większa część talii opracowanych w XX wieku bazuje na pojęciach kabalistycznych w strukturze, symbolice i interpretacji. Czołowymi i typowymi przykładami są talie: Rider-Waite Tarot Artura Edwarda Waite z ilustracjami wykonanymi przez Pamelę Colman Smith oraz Thoth Tarot Aleistera Crowleya, do którego ilustracje wykonała Frieda Harris. A.E. Waite opublikował swoją talię w 1910 roku nakładem spółki wydawniczej Rider and Company załączając do niej małą książeczkę zatytułowaną Klucz do Tarota (The Key to the Tarot). Wizerunki tarota Thotha Aleistera Crowleya ilustrowały natomiast wydaną przez niego w 1944 roku Księgę Thotha (The Book of Thoth) – same karty doczekały się wydania dopiero w roku 1969 nakładem Ordo Templi Orientis. Tarot Crowleya wyróżniał się nieortodoksyjnością, bogactwem kolorów oraz wyraźnie seksualną symboliką. Obie talie – Waite’a i Crowleya – powstały z myślą o stworzeniu nowego kanonu, i obie zyskały sobie powszechne uznanie. Twórcy obu talii czerpali w pewnym stopniu z nauk Hermetycznego Zakonu Złotego Brzasku.
W XX wieku po karty tarota sięgnęli psychologowie analityczni ze szkoły Carla Gustava Junga. Najpopularniejszym z opracowań jest książka Jung and tarot (wydana w 1980 roku), autorstwa Sallie Nichols, która opisała symbolikę i archetypy zawarte jej zdaniem w kartach tarota, bazując na założeniach psychologii głębi.
Obecnie tarot nie ewoluuje w formie, lecz funkcji i zastosowaniu. We wspomnianej wyżej talii Ridera-Waite’a dokonano zamiany miejscami karty Sprawiedliwość i karty Moc, które wcześniej miały odpowiednio numery VIII i XI. Aleister Crowley w swoim Tarocie Thotha dokonał ponownej zamiany miejscami tych dwóch arkanów, powracając do numeracji kart występującej w Tarocie marsylskim Jeana Nobleta.
Współcześnie powstaje wiele różnego rodzaju talii tarota, które zazwyczaj nie różnią się zasadniczą budową Arkanów Wielkich i Małych. Różnią się natomiast techniką wykonania, ekspresją i indywidualną interpretacją twórcy, zawartością symboli lub też bywają próbą syntezy różnych tradycji ezoterycznych. Przykładem niestandardowej talii współczesnej może być Enochian Tarot autorstwa Betty i Geralda Schuelerów, opierający się na enochiańskim systemie magicznym. Wielkie Arkana składają się w niej z 30 kart.

### Opis
W ezoteryce i kartomancji kartom tarota przypisuje się mistyczne, alegoryczne znaczenie. Atuty interpretuje się jako Wielkie Arkana, a karty w pozostałych kolorach jako Małe Arkana. Kartę głupca zalicza się do tych pierwszych. Wielkie Arkana są ponumerowane od 0 do 21, karta głupca nosi numer 0, przy czym jest uszeregowana jako pierwsza, ostatnia lub przedostatnia. Małe arkana dzielą się na 4 kolory z kart włoskich: miecze, kielichy, monety (albo denary lub pentakle) oraz buławy (kije, trefle). Małe Arkana reprezentują świat materialny.   
Tarocistka P. Scott Hollander zwraca uwagę na to, że Małe Arkana prawdopodobnie od początku były zwykłą talią kart do gry, przez co były pierwotnie pozbawione alegorycznego znaczenia, w związku z czym ich interpretacja jest trudna. Nie mają ustalonego znaczenia, różni tarociści różnią się ze sobą w poglądach na temat znaczenia poszczególnych kart, mimo to Małe Arkana pozostają ważną częścią talii tarota.   
Powstało wiele kart tarota przeznaczonych do wróżenia i medytacji. Różnią się one wyglądem kart, numeracją niektórych z nich, a czasami też liczbą.

## Galeria

### Tarot marsylski
Tarot marsylski to klasyczna talia tarota początkowo wykorzystywana do gry w karty. Małe arkana przedstawiają kolory z kart włoskich: monety, puchary, miecze i kije. 
|         |                |           |           |         |          |                |              |  |
| Głupiec | Żongler, Mag   | Papieżyca | Cesarzowa | Cesarz  | Papież   | Kochankowie    | Powóz        |  |
| •       |                |           |           |         |          |                |              |  |
|         | Sprawiedliwość | Eremita   | Fortuna   | Moc     | Wisielec | Śmierć         | Umiarkowanie |  |
| •       |                |           |           |         |          |                |              |  |
|         | Diabeł         | Wieża     | Gwiazda   | Księżyc | Słońce   | Sąd ostateczny | Świat        |  |

### Tarot Nouveau
Talia popularna we Francji. Atuty przedstawiają sceny z życia codziennego w XIX wiecznej Francji. 
| 21 atutów |  |  |  |  |  |  |  |
| •         |  |  |  |  |  |  |  |
|           |  |  |  |  |  |  |  |

### Industrie und Glück
Talia popularna w krajach dawnych Austro-Węgier. Atuty przedstawiają sceny z życia codziennego w Europie Środkowej. 
| 21 atutów |  |  |  |  |  |  |  |
| •         |  |  |  |  |  |  |  |
|           |  |  |  |  |  |  |  |